# حقوق السحب الخاصة
حقوق السحب الخاصة (بالإنجليزية: Special drawing rights)‏ هي أصول احتياطي للعملات الأجنبية يحددها ويحتفظ بها صندوق النقد الدولي. حقوق السحب الخاصة هي وحدات حسابية لصندوق النقد الدولي، وليست عملة بحد ذاتها. هي تمثل مطالبة بالعملة التي تحتفظ بها الدول الأعضاء في صندوق النقد الدولي والتي يمكن استبدالها بها. تم إنشاء حقوق السحب الخاصة في عام 1969 لاستكمال النقص في الأصول الاحتياطية المفضلة من العملات الأجنبية، وهي الذهب والدولار الأمريكي. رمز العملة لحقوق السحب الخاصة وفق المعيار آيزو 4217 هو XDR والرمز الرقمي هو 960.
يخصص صندوق النقد الدولي حقوق السحب الخاصة للدول ولا يمكن للجهات الخاصة امتلاكها أو استخدامها. كان عدد حقوق السحب الخاصة الموجودة في حدود 21.4 مليار وحدة في آب / أغسطس 2009. خلال الأزمة المالية العالمية لعام 2009، تم تخصيص 182.6 مليار وحدة إضافية "لتوفير السيولة للنظام الاقتصادي العالمي وتكملة الاحتياطيات الرسمية للدول الأعضاء". بحلول أكتوبر 2014، كان عدد حقوق السحب الخاصة الموجودة بلغ 204 مليار وحدة. بسبب الإجهاد الاقتصادي الناجم عن جائحة كوفيد 19، دعا بعض الاقتصاديين والعديد من وزراء المالية في الدول الفقيرة إلى تخصيص جديد بقيمة 4 تريليون دولار لدعم الاقتصادات الأعضاء في سعيهم للتعافي. في آذار / مارس 2021، اقترحت مجموعة 24 وآخرون تخصيص 500 مليار دولار لهذا الغرض. رداً على ذلك تم تخصيص 456.5 مليار وحدة من حقوق السحب الخاصة (حوالي 650 مليار دولار أمريكي) في 23 آب / أغسطس 2021.
تستند قيمة حقوق السحب الخاصة إلى سلة من العملات الدولية الرئيسية، يقوم صندوق النقد الدولي بمراجعة هذه السلة كل خمس سنوات. يتم تعديل الأوزان المخصصة للعملات لتأخذ في الاعتبار مكانتها الحالية من حيث التجارة الدولية واحتياطيات النقد الأجنبي الوطنية. تتكون السلة الحالية من العملات الخمس التالية: الدولار الأمريكي 43.38٪ واليورو 29.31٪ والرنمينبي (اليوان الصيني) 12.28٪ والين الياباني 7.59٪ والجنيه الإسترليني 7.44٪.

## التسمية
على الرغم من أن رمز العملة لحقوق السحب الخاصة وفق المعيار آيزو 4217 هو XDR، غالباً ما يشار إليها بالاختصار SDR. تم اختيار الاسم كحل وسط بين الأطراف الذين يريدون عملة دولية وأولئك الذين يريدون تسهيل ائتماني. الدول الأعضاء التي تلقت مخصصات من حقوق السحب الخاصة كانت مطالبة بالاحتفاظ بعدد محدد من هذه الحقوق وذلك وفق أحكام إعادة البناء، بحيث إذا استخدمت أي من هذه الدول جزءً من مخصصاتها، فمن المتوقع أن تعيد بناء ممتلكاتها من هذه الحقوق. ولكن نظراً لإلغاء أحكام إعادة البناء في عام 1981، فإن حقوق السحب الخاصة تعمل الآن بشكل أقل شبهاً بالائتمان مما كانت عليه في السابق. لا يزال من المتوقع أن تحافظ الدول على ممتلكاتها من حقوق السحب الخاصة عند مستوى معين، ولكن العقوبات المفروضة على الاحتفاظ بأقل من المبلغ المخصص أصبحت الآن أقل صعوبة.
من المحتمل أنه قد تم اشتقاق الاسم في الواقع من اقتراح مبكر لصندوق النقد الدولي بشأن "حقوق السحب الاحتياطية"، وذلك من خلال استبدال كلمة "احتياطي" لاحقًا بكلمة "خاص" لأن فكرة إنشاء صندوق النقد الدولي لأصل احتياطي من العملات الأجنبية كانت مثيرة للجدل.

## تاريخ
أنشأ صندوق النقد الدولي حقوق السحب الخاصة في عام 1969 وكان الهدف منها أن تكون أصلًا محتفظًا به في احتياطيات النقد الأجنبي بموجب نظام بريتون وودز لأسعار الصرف الثابتة. بعد انهيار هذا النظام في أوائل السبعينيات، تراجعت أهمية الدور الذي تلعبه حقوق السحب الخاصة. منذ العام 1972 أصبح الهدف الأساسي من حقوق السحب الخاصة هو استخدامها كوحدة حسابية لصندوق النقد الدولي.
ويصف صندوق النقد الدولي نفسه الدور الحالي لحقوق السحب الخاصة بأنه "غير مهم". الدول المتقدمة والتي تمتلك أكبر عدد من حقوق السحب الخاصة، من غير المحتمل أن تستخدمها لأي غرض. قد يكون المستخدمون الفعليون الوحيدون لحقوق السحب الخاصة هم تلك الدول النامية التي تعتبرها "خط ائتمان رخيص إلى حد ما".
أحد أسباب عدم استخدام حقوق السحب الخاصة بشكل كبير كأصول احتياطي للعملات الأجنبية هو أنه يجب استبدالها بعملة قبل استخدامها. ويرجع ذلك جزئيًا إلى حقيقة أن الأطراف الخاصة لا تمتلك شهادات حقوق السحب الخاصة: وإنما يتم استخدامها فقط من قبل الدول الأعضاء في صندوق النقد الدولي، وصندوق النقد الدولي نفسه، وعدد قليل من المنظمات المرخصة للقيام بذلك من قبل صندوق النقد الدولي. لا يمكن تحقيق الوظائف الأساسية لاحتياطيات النقد الأجنبي من خلال حقوق السحب الخاصة مثل التدخل في السوق وتوفير السيولة وكذلك بعض الوظائف الأقل خطورة مثل الحفاظ على القدرة التنافسية للصادرات من خلال أسعار صرف مواتية. مما دفع صندوق النقد الدولي إلى تصنيف حقوق السحب الخاصة على أنه "أصل احتياطي غير كامل".
يرى البعض أن أحد أسباب عدم استخدام حقوق السحب الخاصة كأصول احتياطية هو أن عدد وحدات حقوق السحب الخاصة الموجودة قليل نسبيًا. خلال شهر كانون الثاني / يناير 2011، كانت حقوق السحب الخاصة تمثل أقل من 4٪ من الأصول الاحتياطية العالمية من العملات الأجنبية. لكي تعمل الأصول الاحتياطية من العملات الأجنبية بشكل جيد، يجب أن يتوفر منها سيولة كافية، ولكن حقوق السحب الخاصة، نظرًا لقلة عددها، قد يُنظر إليها على أنها أصل غير سائل. يقول صندوق النقد الدولي، "توسيع الحجم الرسمي لحقوق السحب الخاصة هو شرط أساسي لتلعب دور أكثر أهمية كأصل احتياطي بديل".

### بديل عن الدولار الأمريكي
تبرز حقوق السحب الخاصة عندما يكون الدولار الأمريكي ضعيفًا أو غير مناسب ليكون أصلًا احتياطيًا للعملات الأجنبية. وهذا ما يبدو واضحاً من خلال تخصيص حقوق السحب الخاصة من قبل الدول الأعضاء في صندوق النقد الدولي. كان أحد أدوارها الأولى هو تخفيف النقص المتوقع بالدولار الأمريكي قرابة العام 1970. في هذا الوقت، كان للولايات المتحدة سياسة نقدية محافظة ولم ترغب في زيادة المبلغ الإجمالي للدولار الأمريكي الموجود. إذا استمرت الولايات المتحدة في هذا المسار، لكان الدولار قد أصبح أصلًا احتياطيًا أقل جاذبية من العملات الأجنبية أي لن يتوفر منه السيولة اللازمة لخدمة هذه الوظيفة. بعد وقت قصير من بدء تخصيص حقوق السحب الخاصة، عكست الولايات المتحدة سياستها السابقة ووفرت سيولة كافية. في هذه العملية تمت إزالة الدور المحتمل لحقوق السحب الخاصة. خلال الجولة الأولى من التخصيص، تم توزيع 9.3 مليار وحدة من حقوق السحب الخاصة على الدول الأعضاء في صندوق النقد الدولي.
عادت حقوق السحب الخاصة إلى السطح في عام 1978 عندما كانت العديد من الدول حذرة من أخذ المزيد من الأصول الاحتياطية من العملات الأجنبية المقومة بالدولار الأمريكي. عجل هذا الشك في الدولار بتخصيص 12 مليار وحدة من حقوق السحب الخاصة على مدى أربع سنوات.
بعد الأزمة المالية في 2007-2008 ، حدثت الجولة الثالثة من تخصيص حقوق السحب الخاصة في عامي 2009 و2011. أدرك صندوق النقد الدولي أن الأزمة المالية هي السبب في توزيع الغالبية العظمى من مخصصات الجولة الثالثة، ولكن تمت صياغة بعض عمليات التخصيص على أنها توزيع حقوق سحب خاصة على الدول التي لم تتلق أيًا من قبل والبعض الآخر بمثابة إعادة موازنة لحصص صندوق النقد الدولي، التي تحدد عدد وحدات حقوق السحب الخاصة المخصصة لكل دولة لتمثيل القوة الاقتصادية للأسواق الناشئة بشكل أفضل.
خلال هذا الوقت، أعربت الصين، وهي دولة تمتلك كميات كبيرة من احتياطيات النقد الأجنبي بالدولار الأمريكي، عن استيائها من النظام النقدي الدولي الحالي، وعززت الإجراءات التي من شأنها أن تسمح لحقوق السحب الخاصة بـ "تلبية مطالب الدول الأعضاء بعملة احتياطية بشكل كامل." لفتت التعليقات التي أدلى بها رئيس بنك الشعب الصيني انتباه وسائل الإعلام، وأظهر صندوق النقد الدولي بعض الدعم لموقف الصين الذي أصدر ورقة تستكشف الطرق التي يمكن بها زيادة عدد الوحدات المطروحة من حقوق السحب الخاصة ووظيفتها. اقترحت الصين أيضًا إنشاء حساب بديل للسماح بتبادل الدولار الأمريكي بحقوق السحب الخاصة. عندما تم اقتراح الاستبدال من قبل في العام 1978، بدت الولايات المتحدة حينها مترددة في السماح لمثل هذه الآلية بالعمل.

### الاستخدام من قبل الدول النامية
في عام 2001، اقترحت الأمم المتحدة تخصيص الدول النامية بمجموعة من وحدات حقوق السحب الخاصة لاستخدامها كبدائل خالية من التكلفة لبناء احتياطيات من العملات الأجنبية من خلال الاقتراض أو إدارة فوائض الحساب الجاري. في عام 2009، تم تخصيص وحدات جديدة من حقوق السحب الخاصة للدول التي انضمت إلى صندوق النقد الدولي بعد انتهاء جولة التخصيص في 1979-1981. اقترح لأول مرة في عام 1997  كان العديد من المستفيدين من مخصصات عام 2009 من الدول النامية.

### جائحة كوفيد -19
في 23 أغسطس 2021 ، خصص صندوق النقد الدولي ما قيمته 650 مليار دولار من وحدات حقوق السحب الخاصة لجميع أعضاء صندوق النقد الدولي البالغ عددهم 190 بما يتناسب مع حصص الأعضاء استجابةً للمخاوف المتعلقة بميزان المدفوعات المتعلقة في ظل جائحة كوفيد-19. يمثل هذا التخصيص ما يقرب من ثلثي وحدات حقوق السحب الخاصة المتداولة حاليًا، وهو أكبر تخصيص فردي لحقوق السحب الخاصة.

## تعريف القيمة

### سلة العملات
لتحديد تركيبة حقوق السحب الخاصة، يأخذ صندوق النقد الدولي بعين الاعتبار مجموعة من العملات المهمة لأنظمة التداول والأنظمة المالية في العالم. يتم قياس أهمية العملة حاليًا بعاملين: مقدار الصادرات المباعة بتلك العملة، وما إذا كانت هذه العملة تعتبر "قابلة للاستخدام بحرية" (يتم تحديدها من خلال استخدامها كأصل احتياطي للعملات الأجنبية ومدى اتساع استخدامها في المعاملات الدولية).
يبقى تعريف سلة حقوق السحب الخاصة ساريًا لمدة خمس سنوات. قبل ما يقرب من شهر إلى شهرين من نهاية هذه الفترة الزمنية، يعيد المجلس التنفيذي لصندوق النقد الدولي تقييم سلة حقوق السحب الخاصة، حيث يمكن للعملات المدرجة وكذلك أوزانها أن تتغير بعد ذلك. يتطلب تغيير تعريف قيمة حقوق السحب الخاصة ما لا يقل عن 70٪ من الأصوات بين أعضاء صندوق النقد الدولي. تسري التغييرات في نهاية فترة الخمس سنوات. وقبل أن تصبح السلة الجديدة سارية المفعول بيوم عمل واحد، يتم تحويل الأوزان المحددة حديثًا إلى مبالغ بالعملات بناءً على متوسط سعر الصرف على مدار الأشهر الثلاثة الماضية، بحيث تظل قيمة حقوق السحب الخاصة بالدولار الأمريكي كما هي قبل التغيير وبعده. ثم تظل مبالغ العملات ثابتة طوال فترة الخمس سنوات.
يحتفظ صندوق النقد الدولي بالحق في إجراء إعادة تقييم بعد أقل من خمس سنوات إذا قرر أن السلة الحالية لم تعد تعكس "الأهمية النسبية للعملات في الأنظمة التجارية والمالية العالمية"؛ كما يحتفظ بالحق في تأجيل عمليات إعادة التقييم. في حالة قرر الصندوق تأجيل أو تخير عملية التقييم، فسيظل التعريف الجديد صالحًا لمدة خمس سنوات كاملة.

### التقييم التاريخي
في وقت إنشاء حقوق السحب الخاصة في عام 1969، كان الدولار الأمريكي مدعومًا بمعيار الذهب وتم تثبيت حقوق السحب الخاصة عند 1 إلى 35 أونصة من الذهب أو 1 دولار أمريكي بالضبط. بعد صدمة نيكسون عام 1971 وأثناء انهيار نظام بريتون وودز بين عامي 1971 و 1973، بقيت حقوق السحب الخاصة مبدئيًا عند 1 دولار أمريكي حتى مع انخفاض قيمته بالنسبة للذهب. في 1 تموز / يوليو 1974، أصبح سعر حقوق السحب الخاصة محددًا بسلة مكونة من 16 عملة.
في 1 كانون الثاني / يناير 1981، تم استخدام جدول الخمس سنوات وتم تخفيض عدد العملات في سلة حقوق السحب الخاصة إلى خمس فقط وهي الدولار الأمريكي والمارك الألماني والفرنك الفرنسي والجنيه الإسترليني، والين الياباني. عندما تم طرح اليورو في يناير 1999، حل محل المارك الألماني والفرنك الفرنسي وتألفت السلة من أربع عملات.
في تشرين الثاني / نوفمبر 2010، قرر صندوق النقد الدولي أن اليوان الصيني يفي بمتطلبات التصدير ولكنه لا يلبي متطلبات "الاستخدام الحر" وبالتالي لم يتم تضمينه في سلة حقوق السحب الخاصة لعملية التقييم التي ستكون نافذة من 1 كانون الثاني / يناير 2011. في تشرين الثاني / نوفمبر 2015، أعلن صندوق النقد الدولي أن اليوان الصيني يلبي الآن متطلبات "الاستخدام الحر" وسيتم إدراجه في تعريف السلة التالي، مع تغيير حجمه إلى خمس عملات. تم تأجيل التاريخ الفعلي لإعادة التقييم إلى 1 تشرين الأول / أكتوبر 2016، من أجل "إتاحة مهلة كافية للمستخدمين للتعديل".
في آذار / مارس 2021، أعلن صندوق النقد الدولي أن إعادة التقييم التالية، المقرر إجراؤها عادةً في 1 تشرين الأول / أكتوبر 2021، سيتم تأجيلها إلى 1 آب / أغسطس 2022، من أجل منع تغيير تعريف السلة أثناء جائحة كوفيد-19.
| الفترة    | الذهب       | الذهب        | الذهب       | الذهب       | الذهب       | الذهب       | الذهب       | الذهب       | الذهب       | الذهب       | الذهب       | الذهب        | الذهب       | الذهب       | الذهب       | الذهب       |
| --------- | ----------- | ------------ | ----------- | ----------- | ----------- | ----------- | ----------- | ----------- | ----------- | ----------- | ----------- | ------------ | ----------- | ----------- | ----------- | ----------- |
| 1969–1971 | 1/35 (100%) | 1/35 (100%)  | 1/35 (100%) | 1/35 (100%) | 1/35 (100%) | 1/35 (100%) | 1/35 (100%) | 1/35 (100%) | 1/35 (100%) | 1/35 (100%) | 1/35 (100%) | 1/35 (100%)  | 1/35 (100%) | 1/35 (100%) | 1/35 (100%) | 1/35 (100%) |
|           | USD         |              |             |             |             |             |             |             |             |             |             |              |             |             |             |             |
| 1971–1974 | 1.0 (100%)  | 1.0 (100%)   | 1.0 (100%)  | 1.0 (100%)  | 1.0 (100%)  | 1.0 (100%)  | 1.0 (100%)  | 1.0 (100%)  | 1.0 (100%)  | 1.0 (100%)  | 1.0 (100%)  | 1.0 (100%)   | 1.0 (100%)  | 1.0 (100%)  | 1.0 (100%)  | 1.0 (100%)  |
|           | USD         | DEM          | GBP         | FRF         | ITL         | JPY         | CAD         | NLG         | BEF         | SAR         | ESP         | AUD          | SEK         | IRR         | NOK         | ATS         |
| 1974–1980 | 0.4 (32.6%) | 0.32 (10.2%) | 0.05 (9.7%) | 0.42 (7.1%) | 52.0 (6.6%) | 21.0 (6.0%) | 0.07 (5.9%) | 0.14 (4.3%) | 1.6 (3.5%)  | 0.13 (3.0%) | 1.5 (2.1%)  | 0.017 (2.1%) | 0.11 (2.1%) | 1.7 (2.0%)  | 0.1 (1.5%)  | 0.28 (1.3%) |

|           | USD         | DEM         | FRF         | JPY        | GBP          |
| --------- | ----------- | ----------- | ----------- | ---------- | ------------ |
| 1981–1985 | 0.54 (42%)  | 0.46 (19%)  | 0.74 (13%)  | 34.0 (13%) | 0.071 (13%)  |
| 1986–1990 | 0.452 (42%) | 0.527 (19%) | 1.02 (12%)  | 33.4 (15%) | 0.0893 (12%) |
| 1991–1995 | 0.572 (40%) | 0.453 (21%) | 0.8 (11%)   | 31.8 (17%) | 0.0812 (11%) |
| 1996–1998 | 0.582 (39%) | 0.446 (21%) | 0.813 (11%) | 27.2 (18%) | 0.105 (11%)  |

|           | USD          | EUR           | EUR           | JPY         | GBP           |
| --------- | ------------ | ------------- | ------------- | ----------- | ------------- |
| 1999–2000 | 0.582 (39%)  | 0.3519 (32%)  | 0.3519 (32%)  | 27.2 (18%)  | 0.105 (11%)   |
| 2001–2005 | 0.577 (44%)  | 0.426 (31%)   | 0.426 (31%)   | 21.0 (14%)  | 0.0984 (11%)  |
| 2006–2010 | 0.632 (44%)  | 0.41 (34%)    | 0.41 (34%)    | 18.4 (11%)  | 0.0903 (11%)  |
| 2011–2016 | 0.68 (41.9%) | 0.423 (37.4%) | 0.423 (37.4%) | 12.1 (9.4%) | 0.111 (11.3%) |

|           | USD              | EUR              | CNY             | JPY            | GBP              |
| --------- | ---------------- | ---------------- | --------------- | -------------- | ---------------- |
| 2016–2022 | 0.58252 (41.73%) | 0.38671 (30.93%) | 1.0174 (10.92%) | 11.9 (8.33%)   | 0.085946 (8.09%) |
| 2022–2027 | 0.57813 (43.38%) | 0.37379 (29.31%) | 1.0993 (12.28%) | 13.452 (7.59%) | 0.080870 (7.44%) |

### التقييم اليومي
بسبب تقلب أسعار الصرف، تختلف القيمة النسبية لكل عملة بشكل مستمر، وكذلك قيمة حقوق السحب الخاصة. يحدد صندوق النقد الدولي قيمة حقوق السحب الخاصة بالدولار الأمريكي يوميًا حيث يتم نشر أحدث تقييم لحقوق السحب الخاصة بالدولار الأمريكي على موقع صندوق النقد الدولي على الإنترنت.

## التخصيصات
يخصص صندوق النقد الدولي حقوق السحب الخاصة للدول الأعضاء. تحدد حصة كل دولة من صندوق النقد الدولي مقدار مخصصاتها من حقوق السحب الخاصة، حصة الدولة هي الحد الأقصى من الموارد المالية التي تلتزم بالمساهمة بها في الصندوق، يجب التصويت على أي مخصصات جديدة في قسم حقوق السحب الخاصة في صندوق النقد الدولي وتمريرها بأغلبية 85٪. جميع الدول الأعضاء في صندوق النقد الدولي ممثلة في قسم حقوق السحب الخاصة، ولكن لا يتم منح كل دولة عضو صوت واحد، وإنما يتم تحديد قوة التصويت من خلال حصة صندوق النقد الدولي لدولة عضو. على سبيل المثال، في 2 آذار مارس 2011 كانت الولايات المتحدة تمتلك 16.7٪ من الأصوات.
لا يتم إجراء التخصيص على أساس منتظم وقد حدثت فقط في مناسبات نادرة. جرت الجولة الأولى بسبب وضع سرعان تغير، وهو احتمال عدم كفاية مبلغ الدولارات الأمريكية بسبب إحجام الولايات المتحدة عن إدارة العجز الضروري لتوفير الطلب المستقبلي. وبالمثل، أدت الظروف الاستثنائية إلى أحداث التخصيصات الأخرى لحقوق السحب الخاصة. على سبيل المثال، خلال الأزمة المالية العالمية لعام 2009، تم تخصيص 182.6وحدة من حقوق السحب الخاصة "لتوفير السيولة للنظام الاقتصادي العالمي وتكملة الاحتياطيات الرسمية للدول الأعضاء". تخصيصات العام 2011 كانت مخصصة فقط للدول الأعضاء منخفضة الدخل.
| تاريخ                  | كمية             |
| ---------------------- | ---------------- |
| 1970-1972              | 9.3 مليار وحدة   |
| 1979-1981              | 12.1 مليار وحدة  |
| 28 أغسطس 2009          | 161.2 مليار وحدة |
| 9 سبتمبر 2009          | 21.4 مليار وحدة  |
| بعد 3 آذار (مارس) 2011 | 20.8 مليار وحدة  |
| 23 أغسطس 2021          | 456.5 مليار وحدة |

## التبادل
يحق للدول الأعضاء في صندوق النقد الدولي أن تطلب عملة أجنبية فعلية من خلال بيع حقوق السحب الخاصة الخاصة بها إلى دول أعضاء أخرى. لبيع جزء أو كل حقوق السحب الخاصة الخاصة بها، يجب على الدولة أن تجد طرفًا راغبًا في شرائها. يعمل صندوق النقد الدولي كوسيط في هذا التبادل الطوعي.
يتمتع صندوق النقد الدولي أيضًا بموجب آلية التعيين بسلطة مطالبة الدول الأعضاء التي لديها احتياطيات قوية من العملات الأجنبية بشراء حقوق السحب الخاصة من الدول ذات الاحتياطيات الضعيفة. إن الحد الأقصى للالتزام الذي يقع على عاتق أي دولة بموجب هذه الآلية يساوي حاليًا ضعف قيمة حقوق السحب الخاصة المخصصة لها. اعتبارًا من عام 2015، يمكن استبدال حقوق السحب الخاصة باليورو أو الين الياباني أو الجنيه الاسترليني أو الدولار الأمريكي فقط. يقول صندوق النقد الدولي إن تبادل حقوق السحب الخاصة قد يستغرق عدة أيام.

## معدل الفائدة
يقوم صندوق النقد الدولي باحتساب سعر الفائدة الأسبوعي، وذلك استناداً إلى "المتوسط المرجح لأسعار الفائدة التمثيلية على الديون قصيرة الأجل في أسواق المال بعملات سلة حقوق السحب الخاصة". لا توجد فائدة مستحقة الدفع على حقوق السحب الخاصة المخصصة لدولة ما من قبل صندوق النقد الدولي. ومع ذلك، فإن الفائدة مستحقة الدفع من قبل الدول الأعضاء في صندوق النقد الدولي التي قامت ببيع بعض أو كل حقوق السحب الخاصة التي تم تخصيصها، ويتم دفع الفائدة إلى الدول الأعضاء التي لديها حقوق سحب خاصة أكثر مما تم تخصيصه (أي الدول التي اشترت حقوق السحب الخاصة من أعضاء آخرين).

## استخدامات اخرى
يتم استخدام حقوق السحب الخاصة في المعاملات الدولية، بما في ذلك حصص التصدير في أعضاء صندوق النقد الدولي وعدد الأصول الاحتياطية الرسمية التي كانت بعملاتهم الخاصة. يتم تداول حقوق السحب الخاصة في أسواق صرف العملات الأجنبية الرئيسية.

### وحدة الحساب
تستخدم بعض المنظمات الدولية حقوق السحب الخاصة كوحدة حساب. يقول صندوق النقد الدولي إن استخدام حقوق السحب الخاصة بهذه الطريقة "يساعد في التعامل مع تقلبات أسعار الصرف". في العام 2001، وبالإضافة إلى صندوق النقد الدولي نفسه، يتم استخدام حقوق السحب الخاصة كوحدة حساب في كل من الاتحاد البريدي العالمي وبنك التنمية الأفريقي وصندوق النقد العربي وبنك التنمية الآسيوي وبنك التسويات الدولية والصندوق المشترك للسلع ‏ وبنك تنمية شرق أفريقيا ‏ والجماعة الاقتصادية لدول غرب إفريقيا والمركز الدولي لتسوية منازعات الاستثمار والصندوق الدولي للتنمية الزراعية والبنك الإسلامي للتنمية. بالإضافة إلى هذه المنظمات الدولية، تستخدم منظمة التجارة الخارجية اليابانية حقوق السحب الخاصة لتسعير المساعدات الخارجية. بالإضافة إلى ذلك، فإن الرسوم والالتزامات والرسوم المنصوص عليها في بعض المعاهدات الدولية مقومة بحقوق السحب الخاصة. في عام 2003، توقف بنك التسويات الدولية عن استخدام الفرنك الذهبي ‏ كعملة له، لصالح حقوق السحب الخاصة.

### استخدامها في القانون الدولي
في بعض المعاهدات والاتفاقيات الدولية، تستخدم حقوق السحب الخاصة لتقييم العقوبات أو الرسوم أو الأسعار. على سبيل المثال، تحدد اتفاقية تحديد المسؤولية عن المطالبات البحرية ‏ المسؤولية الشخصية عن الأضرار التي تلحق بالسفن بمبلغ 330.000 وحدة من حقوق السحب الخاصة.

### الاستخدم كعملة
وفقًا لصندوق النقد الدولي، "قد لا تكون حقوق السحب الخاصة هي السلة المثالية لأي دولة"، ولكن هناك عددًا قليلاً من الدول التي تربط عملاتها بحقوق السحب الخاصة. إحدى الفوائد المحتملة للدول التي تربط عملتها بحقوق السحب الخاصة هي أنه قد يُنظر إليها على أنها أكثر شفافية. خلال العام 2000، كان عدد الدول التي فعلت ذلك أربعة. هذا انخفاض كبير عن عام 1983، عندما كان ربطت 14 دولة عملتها بحقوق السحب الخاصة.

## أنظر أيضا
- بانكور
- عملة إحتياطية
- مجموعة العشرة
- الإيداع المركزي للأوراق المالية

## منشورات
- Enhancing International Monetary Stability: A Role for the XDR? [تعزيز الاستقرار النقدي الدولي: دور لحقوق السحب الخاصة؟] (PDF) (Report) (بالإنجليزية). صندوق النقد الدولي. 7 Jan 2011. p. 1. Archived from the original (PDF) on 2022-08-31. Retrieved 2023-05-02.
- Financial Organization and Operations of the IMF: Pamphlet No. 45 [التنظيم المالي والعمليات المالية لصندوق النقد الدولي: الكتيب رقم 45] (PDF) (بالإنجليزية) (السادس ed.). صندوق النقد الدولي. 7 Jan 2011. Archived from the original (PDF) on 2023-04-30.
- "Policy Brief: Understanding Special Drawing Rights (SDRs)" [موجز السياسة: فهم حقوق السحب الخاصة (SDRs)] (PDF) (بالإنجليزية). معهد بيترسون للاقتصاد الدولي. Archived from the original (PDF) on 2010-06-22. Retrieved 2010-07-04.